# Walckenaeria angustifrons
Walckenaeria angustifrons là một loài nhện trong họ Linyphiidae.
Loài này thuộc chi Walckenaeria. Walckenaeria angustifrons được Eugène Simon miêu tả năm 1884.